# Team America (NASL)
Pour les articles homonymes, voir Team America.
Maillots
Le Team America, est un club de soccer américain, domicilié à Washington et fondé en 1983, disparaissant également cette même année.
Cette franchise est la version professionnelle de la sélection des États-Unis qui participa à la défunte Ligue nord-américaine de soccer (North American Soccer League) en 1983. Cette équipe avait pour but de créer une base de supporters pour la ligue professionnelle et de créer une sélection nationale compétitive sur le plan international.
D'autre part, une version de la Team America affronta la sélection anglaise lors d'une rencontre non officielle en 1976 afin de commémorer le bicentenaire de la révolution américaine. Les joueurs de cette formation provenait des différentes équipes de North American Soccer League, incluant notamment Pelé ou Bobby Moore. La rencontre se joue à Philadelphie le 31 mai 1976 et se solde par une victoire anglaise sur le score de 3-1.

## Histoire

### Les origines
La Team America prend son origine dans l'ascension d'Howard Samuels au poste de CEO de la North American Soccer League le 25 juin 1982. À cette époque, la NASL est au bord de la faillite, la ligue comprend 21 équipes à l'issue de la saison 1981 et seulement 14 en 1982. L'affluence moyenne est en pleine chute et la ligue perd son contrat de droits télévisuels. Afin de renverser cette tendance, Samuels propose de se détourner de la stratégie de l'attraction des stars internationales pour se focaliser sur les joueurs américains et ainsi créer une large base de soutien. De plus, l'idée est de développer la sélection nationale dans le but de la rendre plus compétitive. Pour accomplir ce double objectif d'attractivité des joueurs locaux ainsi que du développement de la sélection, Samuels et l'USSF décident d'intégrer l'équipe nationale dans la NASL en tant que franchise. En effet, à cette époque, les joueurs américains ont des difficultés à s'imposer dans les diverses franchises de la ligue tandis que les joueurs étrangers s'approprient la plupart des places de titulaires. En théorie, la Team America devait être entièrement composée d'Américains qui s'entraînaient tous ensemble afin de créer une cohésion pour mieux aborder les rencontres internationales.

### L'équipe
Samuels institue Robert Lifton comme propriétaire de cette nouvelle franchise alors que le RFK Stadium est retenu pour accueillir les rencontres à domicile de l'équipe. En janvier 1983, la NASL et l'USSF invitent 39 joueurs de la NASL, de l'American Soccer League (ASL) ainsi que de Major Indoor Soccer League (MISL) pour disposer d'un effectif de 20 joueurs. Malgré tout, de nombreux joueurs américains, incluant Rick Davis, Jimmy McAllister, Winston DuBose, David Brcic, et Juli Veee refusent de quitter leur club pour jouer pour la Team America,. Cela force ainsi la NASL et l'USSF à naturaliser des joueurs, tout comme Alan Green qui ne disposait pas encore de la citoyenneté américaine,. Pourtant, des internationaux américains rejoignent la franchise, notamment Chico Borja et Jeff Durgan, tout comme Arnie Mausser et Perry Van der Beck.

### La saison
Vêtus d'un maillot rouge, blanc et bleu avec des bandes horizontales, les joueurs commencent bien leur saison avec 8 victoires pour 5 défaites avant de perdre 15 de leurs 17 dernières rencontres, finissant ainsi à la dernière position du classement avec un bilan de 10 victoires pour 20 défaites. Cette saison difficile s'explique principalement par un manque d'efficacité dans l'animation offensive, inscrivant seulement 33 buts en 30 rencontres. Finalement, aucun joueur de la franchise n'est retenu dans l'équipe de l'année. Progressivement, Samuels et Lifton désespèrent de la tournure des événements. Le 27 juillet 1983, les dirigeants annoncent qu'ils ont approché les propriétaires de diverses franchises de NASL et MISL afin de leur demander le prêt de joueurs américains pour une rencontre à la fois lorsque leurs équipes respectives sont en congés. Malgré tout, la MISL refuse la demande conjointe de la NASL et de l'USSF pour le prêt de joueurs, rappelant le règlement de la NASL qui empêche l'arrivée de joueurs de la MISL en prêt. L'échec de la Team America amène à des tensions parmi les joueurs de la sélection américaine. Ainsi, un joueur comme Jeff Durgan critique publiquement Rick Davis et Steve Moyers pour le choix d'être restés avec les New York Cosmos plutôt que de signer avec la Team America. Mark Peterson, le joueur de l'année 1982 en North American Soccer League commence la saison 1983 avec les Seattle Sounders mais rejoint la Team America au cours de cette même saison après avoir essuyé de sévères critiques de la part d'autres joueurs américains.

### Faillite
Alors que l'équipe attire en moyenne 12 000 spectateurs par rencontre, elle doit faire face à des pertes financières. De plus, l'USSF échoue à finaliser des contrats marketing. À l'issue de la saison, Robert Lifton met fin à l'aventure de la Team America. À la suite de la faillite de la franchise, Lifton, Samuels et l'USSF recherchent publiquement les responsables de ce fiasco sportif et financier.
Après la disparition de la Team America, Washington DC ne dispose plus d'équipe professionnelle de soccer avant la naissance de la Major League Soccer et la création du DC United en 1996.

## Effectif pour la saison 1983[16]
| N° | Nat.                   | Poste | Nom du joueur      |
| -- | ---------------------- | ----- | ------------------ |
| 1  | Drapeau des États-Unis | G     | Arnie Mausser      |
| 2  | Drapeau des États-Unis | D     | Bruce Savage       |
| 3  | Drapeau des États-Unis | D     | Tony Bellinger     |
| 4  | Drapeau des États-Unis | D     | Jeff Durgan        |
| 5  | Drapeau des États-Unis | D     | Dan Canter         |
| 6  | Drapeau des États-Unis | M     | Alan Merrick       |
| 7  | Drapeau des États-Unis | M     | Perry Van der Beck |
| 8  | Drapeau des États-Unis | M     | Boris Bandov       |
| 9  | Drapeau des États-Unis | M     | Andrew Parkinson   |
| 10 | Drapeau des États-Unis | M     | Rudy Glenn         |
| 11 | Drapeau des États-Unis | M     | Sonny Askew        |

| No. | Nat.                   | Position | Nom du joueur    |
| --- | ---------------------- | -------- | ---------------- |
| 12  | Drapeau des États-Unis | A        | Rob Olson        |
| 13  | Drapeau des États-Unis | D        | Tony Crescitelli |
| 14  | Drapeau des États-Unis | M        | Chico Borja      |
| 15  | Drapeau des États-Unis | A        | Mark Peterson    |
| 16  | Drapeau des États-Unis | D        | Pedro DeBrito    |
| 17  | Drapeau des États-Unis | D        | Hayden Knight    |
| 18  | Drapeau des États-Unis | M        | Ringo Cantillo   |
| 20  | Drapeau des États-Unis | A        | Greg Villa       |
| 28  | Drapeau des États-Unis | D        | Alan Green       |
| 99  | Drapeau des États-Unis | G        | Paul Hammond     |

## Bilan
| Saison | Ligue | V  | N | D  | Pts | Saison rég.      | Séries       |
| ------ | ----- | -- | - | -- | --- | ---------------- | ------------ |
| 1983   | NASL  | 10 |   | 20 | 79  | 4e, division Sud | Non qualifié |